# Nina Vidal

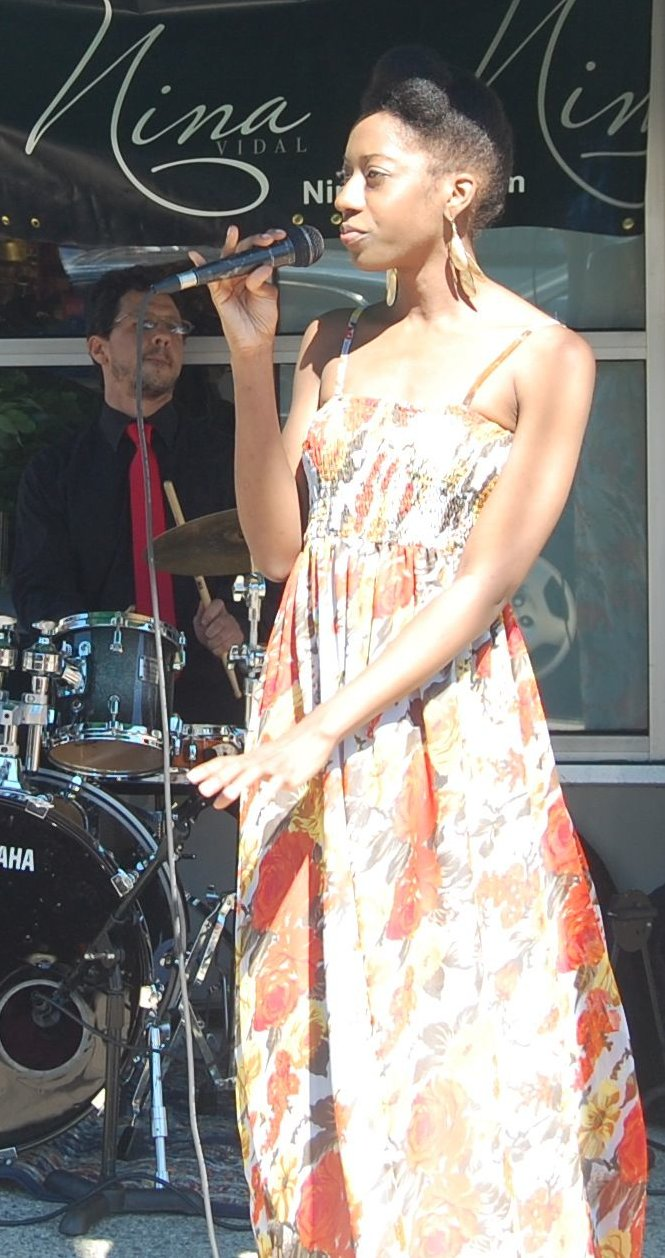
Nina Vidal 2010

Nina Simone Vidal (* 20. April in Queens, New York) ist eine amerikanische Singer-Songwriter-Künstlerin und Pianistin.

## Musikalische Karriere
Nina Vidal wurde im New Yorker Stadtteil Queens  geboren. Während sie an der New York University studierte, besuchte sie regelmäßig Open-Mic-Abende. An einem solcher Abende lernte sie den Künstler, Produzenten und Komponisten Caté kennen. Sie gab ihm ein Demo und Caté entschloss sich. einige ihrer Songs zu produzieren. Diese Songs wurden später auf einer EP mit dem Titel Do It Again veröffentlicht.
2004 sprach das japanische Musiklabel Uni-Village Vidal auf ihre Lieder an. Die Produzenten hatten ihre Songs gehört und wollten sie unter Vertrag nehmen, um ein vollständiges Album zu produzieren. 2008 wurde unter dem Label das Album Nina Vidal veröffentlicht. Sechs Tage nach der Veröffentlichung war es das meist heruntergeladene Album auf iTunes und überholte Norah Jones mit ihrem Album Come Away With Me, welches bislang an der Spitze der zeitgenössischen japanischen Jazz-Album-Charts gestanden war. Vidal blieb acht Monate hintereinander an der Spitze. Im September dieses Jahres war das Album zudem Nummer 1 der Download-Charts auf iTunes und fünf der Songs schafften es in die Top 10 der japanischen Jazz-Charts. Damals war sie 25 Jahre alt.
Im Jahr 2010 unterschrieb Nina Vidal einen Sub-Publishing-Vertrag mit Universal Music Japan. Sie veröffentlichte die Single Cigarette & Wine und den von Paul McCartney geschriebenen Song My Lov auf iTunes. Beide Singles stammen aus ihrem zweiten Album, The Open-Ended Fantasy, welches am 1. September in Japan sowie im November 2011 in den USA veröffentlicht wurde. Vidal arbeitete auf The Open-Ended Fantasy mit Künstlern wie Lonnie Plaxico, Jean Caze, Jeff Haynes, Lee Hogans und Jody Redhage zusammen. Produziert wurde das Album erneut von Caté.
Im Januar 2011 startete Vidal die Aufnahmen für ein neues Album, für welches sie Liebeslieder der 60er, 70er und 80er Jahre coverte. Es erschien 2013 unter dem Titel Covers in Japan. Im selben Jahr erschien das Album Silver Lining mit eigenen Songs, dem 2016 die Kompilation Best Of Nina Vidal folgte.
Vidal lebt in New York City, reist jedoch häufig nach Asien und Europa.

## Stil und Einflüsse
Vidals Einflüsse lassen sich auf Soul, Jazz, Hip-Hop und World Music zurückführen. Sie wurde unter anderem mit folgenden Künstlern verglichen: Jeff Buckley, Tracy Chapman, Amos Lee, Lizz Wright, Djavan, Nina Simone, Anita Baker, Sade Adu, Antônio Carlos Jobim und Fiona Apple.

## Rezeption
The Soul Express (Finnland) beschrieb Vidals Debütalbum als “Ein zeitloses Meisterwerk!” Adam Greenberg von Allmusic schrieb, dass “Nina Vidal ihre Inspiration von einer weiten Palette von Sängerinnen bezieht…sie einen eigenen weichen, schwellenden Stil.”
Vidal wurde als Sängerin für das Lied Moon Child des japanischen Künstlers Kenichiro Nishihara engagiert.

## Diskografie

### Alben
The Open-Ended Fantasy – Sweet Mimosa Music (US) tbd, Village Again (Japan) 2010 Best Female Jazzy Tunes – Best Female Jazzy Tunes – Village Again 2010 Nina Vidal Nina Vidal – Sweet Mimosa Music (US) 2007, Village Again (Japan) 2008 Nina Vidal Live Session - Live Session EP – iTunes Japan Exclusive – Village Again (Japan) 2008

### Singles
Cigarette & Wine – Sweet Mimosa Music/CCreatives (US) 2010 Driving – Ram Cafe Vol. 3 – Lounge & Cillout – Magic Records (Poland) 2008

### Gesamtwerk
Life – Moon Child – Kenichiro Nishihara – Life – Unprivate (Japan) 2010 Absolute Voices Driving – S2S (Singapore) 2009 Luv U 100% – Reggae Female Vocal Collection – Village Again (Japan) 2009 True Soul Sistas – Moving Along – Soul UK (Britain) 2009 Addicted To House – Why – Single 7 – SoulStar (Germany) 2008